# Molina Point
Molina Point är en udde i Antarktis. Den ligger i Västantarktis. Argentina, Chile och Storbritannien gör anspråk på området.
Terrängen inåt land är huvudsakligen kuperad, men åt sydost är den bergig. Havet är nära Molina Point norrut. Trakten är glest befolkad. Närmaste befolkade plats är Gonzalez Videla Station, 1,5 kilometer söder om Molina Point. 